# Vũ điệu loài ong

Vũ điệu loài ong - hướng các con ong di chuyển chỉ ra hướng của khu vực thức ăn từ tổ so với mặt trời, thời lượng lúc lắc có nghĩa là khoảng cách

Vũ điệu loài ong hay điệu nhảy lúc lắc là một thuật ngữ sử dụng trong nghề nuôi ong và tập tính học để chỉ một vũ điệu đặc biệt hình số 8 của ong mật. Những con ong đã tìm được nguồn thức ăn thành công sẽ thực hiện vũ điệu này để chia sẻ thông tin cho các thành viên khác trong tổ, thông tin chia sẻ bao gồm hướng và khoảng cách đến những bông hoa, số lượng mật hoa và phấn hoa, nguồn nước, hoặc nơi để xây tổ mới. Một vũ điệu với đoạn chạy lúc lắc ngắn sẽ được thể hiện gần như một vũ điệu hình tròn (xem bên dưới). Nhà tập tính học người Áo từng đoạt giải Nobel Karl von Frisch là một trong những người đầu tiên dịch được ý nghĩa của điệu vũ loài ong.

## Mô tả

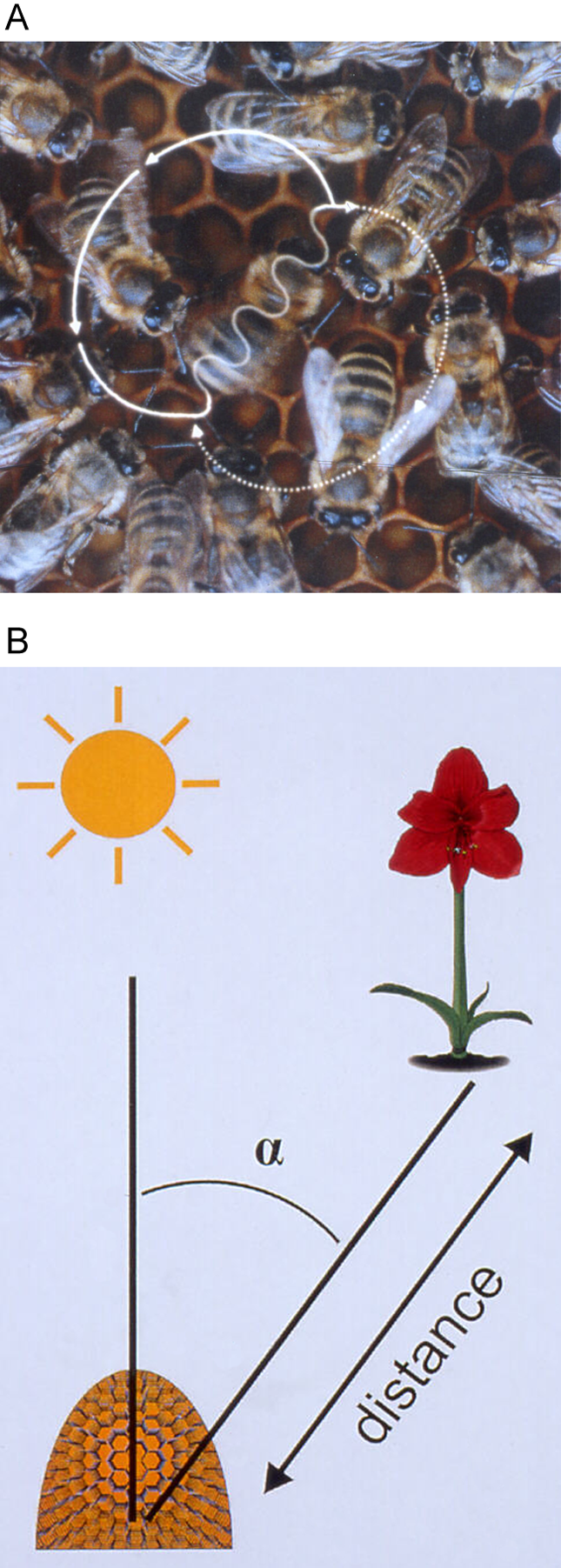
Vũ điệu lúc lắc hình số 8 của ong mật (Apis mellifera). Một đoạn chạy lúc lắc định hướng 45° theo hướng bên phải chếch lên trên so với đường dọc thẳng đứng (A) chỉ ra một nguồn thức ăn chếch 45° bên phải so với mặt trời bên ngoài tổ (B). Phần bụng của con ong đang lắc bị mờ do chuyển động lắc nhanh.

Vũ điệu được thực hiện trong quá trình bay về tổ của con Ong. Một vũ điệu bao gồm một cho đến hơn 100 vòng, mỗi vòng sẽ bao gồm 2 giai đoạn: giai đoạn lúc lắc và giai đoạn trở về. Vũ điệu lúc lắc của một con ong thợ gồm: một đoạn chạy lúc lắc (hay còn gọi là giai đoạn lúc lắc), sau đó là rẽ phải để quay trở về điểm bắt đầu (còn gọi là giai đoạn trở về), tiếp theo sẽ lại là 1 đoạn chạy lúc lắc, và theo sau đó là rẽ trái rồi trở về, và cứ thế thay đổi luân phiên rẽ phải và trái sau mỗi lần chạy lúc lắc. Con ong nhảy lúc lắc sản xuất và phát tán hai loại alkan, tricosan và pentacosan, và 2 alken, (Z)-9-tricosene và (Z)-9-pentacosene trên người của nó và vào trong không khí.
Hướng và thời gian của đoạn chạy lúc lắc có liên quan mật thiết với hướng và khoảng cách của nguồn tài nguyên mà con ong đang múa muốn thông báo cho đồng loại của nó. Nguồn tài nguyên có thể là nguồn thức ăn hoặc vị trí tiềm năng để làm tổ. Đối với những loài ong mật có vằn và làm tổ, như Apis mellifera hay Apis nigrocincta, những bông hoa sẽ được xác định vị trí một cách trực tiếp bằng một đường thẳng so với mặt trời được biểu thị bởi đoạn lúc lắc theo hướng lên so với chiều thẳng đứng, và góc trái hoặc phải so với mặt trời được mã hóa bằng một góc trái hoặc phải tương ứng với chiều thẳng đứng. Khoảng cách từ tổ đến mục tiêu cần thông báo được mã hóa bằng khoản thời gian chạy lúc lắc. Mục tiêu càng xa, giai đoạn lúc lắc càng dài. Địa điểm càng hấp dẫn con ong, thì nó sẽ lắc càng nhanh để thu hút sự chú ý của các con ong khác, đặng thuyết phục chúng. Nếu nhiều con ong cùng nhảy lúc lắc, thì đó là 1 cuộc thi đấu để giành phần được chú ý của các con ong đang quan sát để theo sự chỉ dẫn của chúng, và các đấu thủ thậm chí còn phá điệu vũ của nhau hoặc tấn công nhau. Ngoài ra, một vài loại tổ ong lộ thiên, như của loài Apis andreniformis làm tổ treo trên các cành hoặc nhánh cây, sẽ thực hiện vũ điệu theo chiều ngang trên 1 bề mặt ở bên trên tổ của chúng.
Những con ong ở trong tổ lâu sẽ tự điều chỉnh các góc trong điệu vũ của chúng để thích hợp với sự đổi hướng của mặt trời. Do đó, những con khác theo sự hướng dẫn của vũ điệu vẫn dẫn đến chính xác nguồn thức ăn mặc dù góc tương đối so với mặt trời đã bị thay đổi.
Khi con ong ăn ethanol sẽ làm giảm hành động lắc và tăng sự xuất hiện của vũ điệu rung.
Kevin Abbott và Reuven Dukas của đại học McMaster tại Hamilton, Ontario, Canada đã khám phá ra rằng nếu đặt xác một con ong Apis mellifera đã chết trên bông hoa, những con ong sẽ thực hiện rất ít vũ điệu lúc lắc khi trở về tổ. Các nhà khoa học giải thích rằng những con ong này liên kết giữa sự xuất hiện xác chết của con ong với sự hiện diện của một loài ăn thịt tại nguồn thực phẩm. Do đó, việc giảm số lần thực hiện điệu nhảy lúc lắc chỉ ra rằng những con ong đang múa thực hiện và truyền đạt một dạng phân tích giữa rủi ro và lợi ích.